# Pachyschelus cobosi
Pachyschelus cobosi es una especie de escarabajo joya del género Pachyschelus, familia Buprestidae. Fue descrita científicamente por Bellamy en 1996.